# What Ever Happened to Baby Jane?
What Ever Happened to Baby Jane? (en Hispanoamérica, ¿Qué pasó con Baby Jane?; en España, ¿Qué fue de Baby Jane?) es una película de suspense y thriller psicológico estadounidense del año 1962 basada en la novela homónima de 1960, escrita por Henry Farrell.
La película fue dirigida por Robert Aldrich y contó con dos estrellas de la época dorada de Hollywood, Bette Davis y Joan Crawford, encarnando a los personajes principales. Obtuvo un notable éxito de crítica y taquilla: fue propuesta como candidata a cinco premios Oscar (de los que ganó uno) y, con un coste de 980.000 dólares, recaudó más de 4 millones en los Estados Unidos y más de 13 en total. La supuesta amarga rivalidad hollywoodiense entre las dos estrellas de la película, Davis y Crawford, fue fundamental para el éxito inicial de la película. Esto condujo en parte a la revitalización de las carreras de las dos veteranas estrellas.
En 2021, fue considerada «cultural, histórica y estéticamente significativa» por la Biblioteca del Congreso de Estados Unidos y seleccionada para su preservación en el National Film Registry.

## Argumento
La historia comienza en 1917 con una presentación de la famosa niña actriz Baby Jane Hudson, quien se encuentra cantando en un espectáculo de vodevil la canción Le escribí una carta a papá, acompañada por su padre al piano, quien es también su representante. Su éxito es tal, que incluso se fabrica una línea de muñecas de porcelana con su figura. Tras una apariencia dulce y encantadora, se esconde una niña caprichosa. Jane tiene una hermana mayor, Blanche, a la que el padre no dedica atención al no ser famosa. La madre de las niñas le promete a Blanche que va a tener su momento de gloria y que cuando llegue ese día no debe guardarles rencor a su hermana y a su padre y darles cariño.
La historia se adelanta a 1935. Mientras que Jane al crecer es olvidada por el público, Blanche logra una exitosa carrera de actriz de cine. A pesar de todo, ella, siguiendo el consejo de su madre, específica en su contrato la permanencia de su hermana en Hollywood, pero Jane no logra recuperar su fama y culpa a Blanche por la ruina de su carrera, a pesar de que ella es la única persona que la ha querido ayudar. Ahí, en el punto más alto de su carrera, Blanche sufre un misterioso accidente automovilístico con el coche que le fue enviado el mismo día.

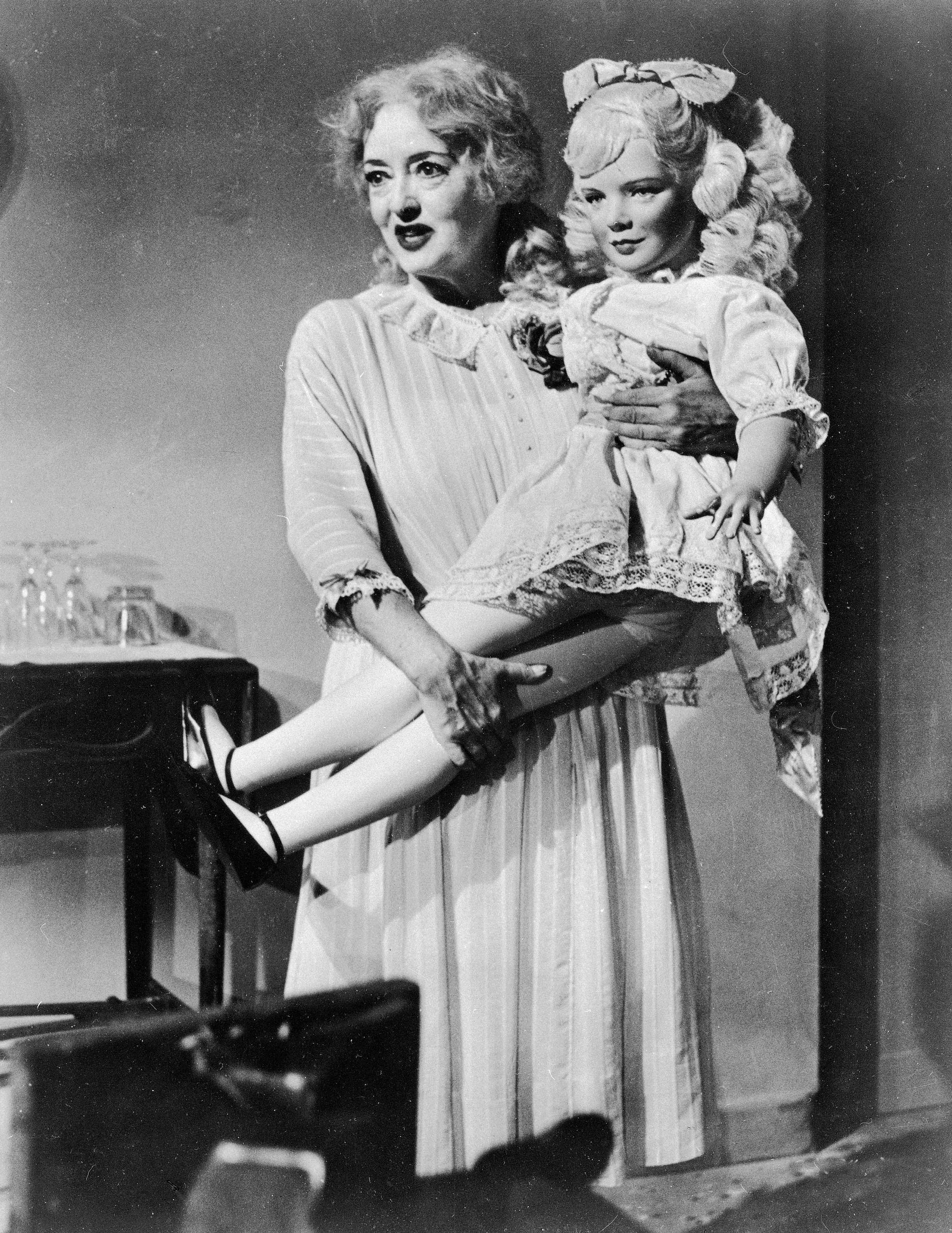
Bette Davis como Baby Jane, en una foto publicitaria para el filme.

27 años después, ahora una mujer madura inválida, Blanche, es cuidada por otra mujer madura alcohólica y desequilibrada, Jane. Llevan viviendo solas en la misma mansión desde el misterioso accidente que dejó a Blanche en silla de ruedas. Jane bebe demasiado, por lo que Blanche les avisa a los repartidores que no le envíen más alcohol a su loca hermana. La sirvienta, Elvira, quien es la única que pasa por la casa y habla con Blanche, le dice que su hermana ha escondido cartas de sus admiradores. En este momento, dan películas de Blanche todos los días por la televisión, provocando el enojo de Jane quien, entretanto, logra imitar la voz de su hermana en el teléfono para que le entreguen más envíos de alcohol, con lo que vuelve a enloquecer dejando "huir" al pájaro de Blanche mientras lavaba la jaula.
Blanche comienza a pensar en vender la casa y que ella y su hermana vivan en otro lugar, las acciones se les están terminando, y ya no pueden mantener la mansión; Elvira le advierte que debería buscar un loquero para Jane.
Esa noche, Jane fantasea cantando delante del espejo: "...La respuesta a la pregunta les pediría, pues yo soy una niña todavía..." pero al mirarse delante del espejo chilla al descubrir su rostro de anciana. Tras esto, y para pagar su frustración, le sube a Blanche la cena. Blanche, al destapar la bandeja de la cena, se encuentra el cadáver del pájaro que su hermana le dijo que se había escapado. Blanche se espanta al ver el pájaro muerto y no come esa noche.
Al día siguiente, Blanche intenta huir durante la ausencia de Jane, que fue a poner un anuncio en busca de un pianista en el periódico. Sin embargo, debido a su discapacidad no consigue huir. En ese momento, se asoma a a la ventana y ve a su vecina, que está arreglando el jardín y escribe una nota en su máquina de escribir donde le pide que llame al doctor. La nota termina con: "...Bajo ninguna circunstancia se debe enterar mi hermana del contenido de esta nota..." Blanche la firma y la arroja, pero justo llega Jane y la agarra antes que la vecina la pueda leer. Jane la lee y corre junto a Blanche, esta le dice que recuerde el día después del accidente. Jane le grita que Blanche había prometido no volver a hablar de eso, que solo era una cosa del pasado que debía olvidarse, pero Blanche le dice que mientras estuviera en esa silla no podría olvidarlo. Jane se va diciendo "... y bajo ningún concepto debe mi hermana enterarse del contenido de esta nota... no soy yo la que precisa un médico, Blanche..." y deja a Blanche sola.
Edwin, un pianista, ve el anuncio y acude a la casa de las hermanas. Jane y el pianista ensayan las antiguas actuaciones de Jane, pensando esta última en volver a hacer lo que la hizo famosa. En una de las salidas de Jane, en este caso para ir a cobrar un cheque a nombre de Blanche para pagar al pianista, Blanche se lanza escalera abajo hacia el teléfono. Consigue llamar al doctor, al que advierte sobre el estado en que se encuentra Jane, cada vez más enloquecida. Sin embargo, Jane regresa a la casa y la sorprende hablando con el doctor. La golpea y llama otra vez al doctor fingiendo ser Blanche diciendo que todo está perfectamente, para evitar que el doctor vaya a la casa. Cuando llega Elvira, Jane le dice que no la necesita y la despide. Sin embargo, Elvira le dice que al menos se quiere despedir de Blanche. Al subir a la habitación de Blanche, encuentra a está maniatada en la cama. En un descuido de Elvira, Jane la golpea con un martillo y la mata. Esa noche, usa la silla de ruedas de su hermana para trasladar el cuerpo a su automóvil.

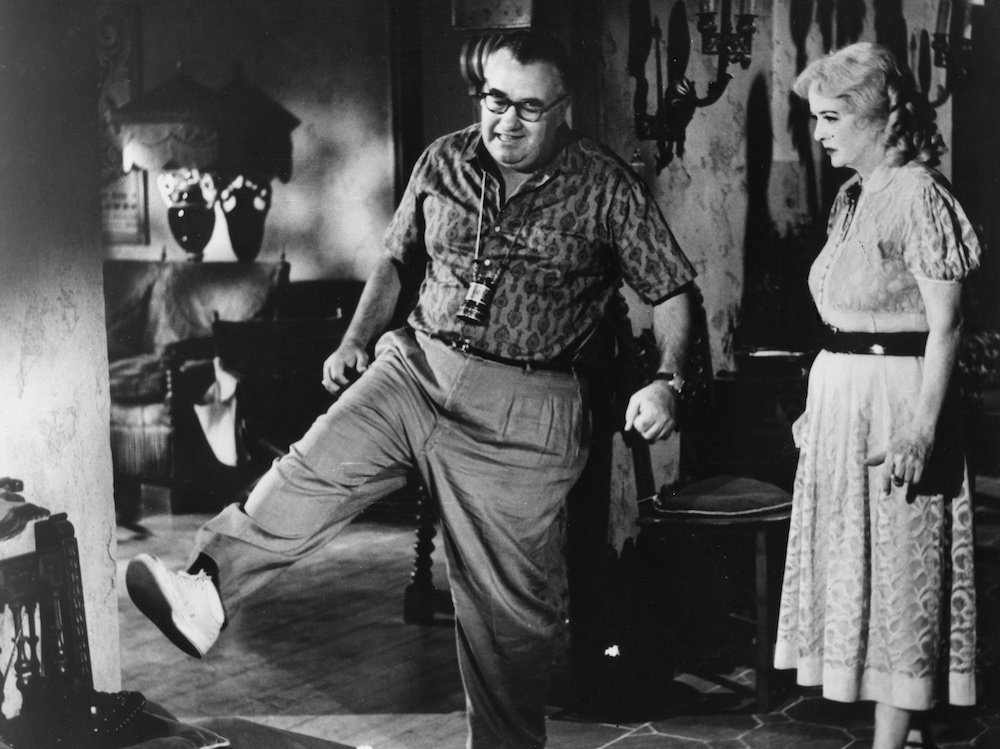
El director Robert Aldrich instruyendo a Bette Davis durante las grabaciones de la película.

Unos días después, Edwin, en estado de embriaguez, va a recoger su pago a la casa de las hermanas. Mientras está hablando con Jane, Blanche, escaleras arriba, ha conseguido desatarse una mano y tira un jarrón para llamar la atención del visitante. Edwin, al escuchar ruido arriba, sube las escaleras y descubre a Blanche atada en el cuarto. Edwin sale de la casa en busca de ayuda, mientras tanto Jane, se lleva a rastras a su hermana y llegan a la playa, donde Jane quería que vivieran. Edwin consigue alertar a la policía que empieza la búsqueda de las hermanas.
En la playa, Blanche queda exánime y con Jane al lado. Entonces, hambrienta y deshidratada, Blanche le dice a Jane que le amargó la vida haciéndole creer que el accidente fue culpa suya pero que no era ella quien conducía aquella noche, sino Blanche. Jane estaba borracha, Blanche no la dejó conducir, pero, antes, en una fiesta, Jane humilló a Blanche y esta estaba enojada y quería matarla. Aceleró, pero esta escapó a tiempo y el choque contra la cancilla de la mansión hizo que Blanche se rompiera la espina dorsal y Jane huyó. Blanche consiguió salir del coche y arrastrarse hasta la puerta de la verja donde la encontró la policía, lo que le dio tiempo a Blanche de culpar a Jane, quien se había quedado borracha en un motel. La deprimida y trastornada mente de Jane le provocó la horrorosa idea de haber sido la que atropelló a su hermana. Blanche termina su historia, y Jane pone cara de enfado y de locura pero la cambia por una agradable sonrisa y ahí, le dice: "Entonces, en todos estos años, podríamos haber sido amigas".
Jane sale a comprar un helado para Blanche y la policía la descubre. Le preguntan donde está Blanche, para suministrarle asistencia médica. Jane se para en la arena (completamente loca) y canta delante de una multitud curiosa. La película termina con la policía asistiendo a Blanche y con Jane bailando en mitad de la playa rodeada de gente.

## Reparto
- Bette Davis como Jane Hudson

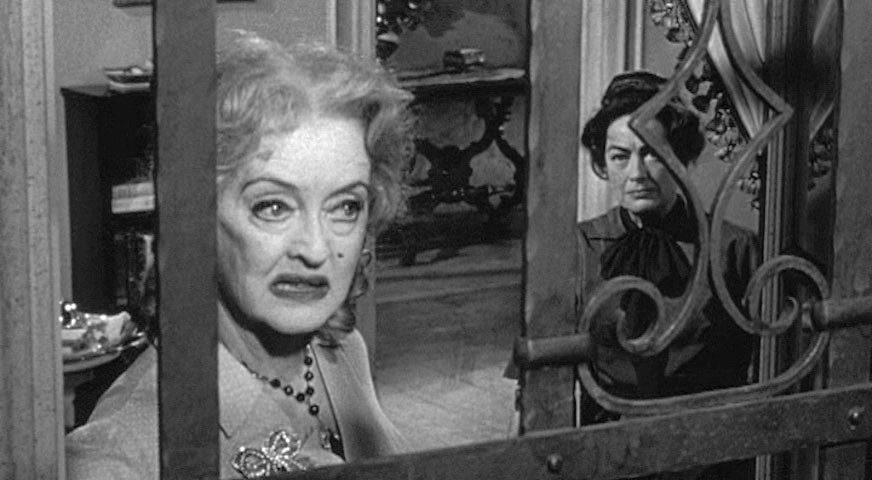
Bette Davis (izquierda) y Joan Crawford (derecha) en el tráiler de la película, con la que ambas lograron revivir sus carreras actorales.

  - Julie Allred como Jane a los nueve años
- Joan Crawford como Blanche Hudson
  - Gina Gillespie como Blanche a los trece años
- Victor Buono como Edwin Flagg
- Marjorie Bennett como Dehlia Flagg
- Maidie Norman como Elvira Stitt
- Anna Lee como la señora Bates
- Robert O. Cornthwaite como el doctor Shelby

## Premios

### Premios Óscar
| Año  | Categoría                                  | Receptor                                                                | Resultado |
| ---- | ------------------------------------------ | ----------------------------------------------------------------------- | --------- |
| 1962 | Mejor actriz                               | Bette Davis                                                             | Candidata |
| 1962 | Mejor actor de reparto                     | Victor Buono                                                            | Candidato |
| 1962 | Mejor fotografía (blanco y negro)          | Ernest Haller                                                           | Candidato |
| 1962 | Mejor diseño de vestuario (blanco y negro) | Norma Koch                                                              | Ganadora  |
| 1962 | Mejor sonido                               | Departamento de sonido Glen Glenn (Joseph D. Kelly, director de sonido) | Candidato |

## En los medios audiovisuales
En 1991, se haría un remake como telefilme dirigido por David Greene y emitido por la ABC, teniendo como protagonistas a las hermanas en la vida real Vanessa y Lynn Redgrave. La historia se adapta a la época contemporánea, por lo que el éxito cinematográfico de Blanche sucede en los años 1960 en lugar de en los 1930 y sus películas se redescubren en formato de video doméstico además de las reposiciones televisivas. Jane fue una estrella de cine infantil en los años 1940 (reemplazando el éxito en el vodevil de la década de 1910 de la original), aunque sus películas no están disponibles, provocando sus celos.
En 2017, Ryan Murphy recreó lo sucedido durante el rodaje de la película en la primera temporada de la teleserie Feud, subtitulada Bette and Joan. Susan Sarandon interpretó a Bette Davis y Jessica Lange a Joan Crawford. Ambas actrices tenían bastante más edad que las divas cuando trabajaron en el filme.